# Переговори про укладення союзу Бранденбург-Пруссії з Військом Запорозьким
Переговори про укладення союзу Бранденбург-Пруссії з Військом Запорозьким (1655—1657) — політичні зносини між гетьманом Війська Запорізького Богданом Хмельницьким із однієї сторони, та курфюрстом Бранденбург-Пруссії Фрідріхом Вільгельмом, з іншої, з метою продовження спільного ведення війни проти Речі Посполитої на боці Шведської імперії.
Після виходу Швеції у війні з Польщею Фрідріх Вільгельм не став укладати союзний договір із Богданом Хмельницьким і знову визнав себе васалом польського короля, отримавши з його боку прощення та визнання за собою прав на прусські володіння.

## Історичний контекст
Встановлення дипломатичних контактів між Бранденбург-Пруссією та Військом Запорізьким припало на період закінчення Тридцятилітньої війни, і було наслідком так званого Шведського потопу. У 1655 році основна частина військ Речі Посполитої була задіяна в боях проти козаків і виявилася не в змозі протистояти Швеції. Курфюрст Бранденбургу Фрідріх Вільгельм, будучи васалом Польського короля як герцог Пруссії, повинен був виступити союзником Речі Посполитої й направити свої війська на придушення повстання Хмельницького (вони брали участь у Битві під Берестечком і польському поході на Україну в 1654—1655 роках). Після вступу Швеції у війну проти Польщі на боці повсталих козаків, Фрідріх Вільгельм, не бажаючи воювати проти Швеції, ухвалив рішення відмовити у допомозі польському королю. Через це війська польського короля стали представляти пряму загрозу для його прусських володінь.
Фрідріх Вільгельм почав спішно шукати можливості встановлення союзних відносин із Богданом Хмельницьким, Швецією та Московським царством. Богдан Хмельницький, розчарувавшись у Віленському перемир'ї, укладеному між Московським царством і Річчю Посполитою, продиктованому посиленням Швеції, почав шукати в Бранденбург-Пруссії союзника, щоб продовжити війну з антипольскою коаліцією. До коаліції нарівні з колишніми польськими васалами — Військом Запорізьким і Пруссією — мало приєднається Кримське ханство.

## Розвиток політичних відносин в XVII столітті
У 1655—1656 роках сформувалася антипольська коаліція у складі Війська Запорозького, Трансильванії, Швеції та Бранденбург-Пруссії. Союзні договори були укладені між Трансильванією та Військом Запорозьким, Швецією та Бранденбургом, Трансильванією й Швецією, Швецією та Військом Запорозьким, однак не між Військом Запорізьким та Бранденбург-Пруссією.
Ініціював встановлення дипломатичних відносин бранденбурзький курфюрст, який спробував це зробити 1655 року. У червні 1657 року до Чигирина прибуло бранденбурзьке посольство з пропозицією «скласти дружбу», внаслідок чого попередньо домовилися укласти договір про дружбу.

## Підсумки
Після того як в липні 1657 року в зв'язку з вступом у війну Данії-Норвегії Швеція була змушена перекинути свої війська з Польщі на данський фронт. Через це бранденбурзький курфюрст відмовився від задуманого союзу з Військом Запорозьким і уклав мир. Завдяки миру Пруссія усунула загрозу для прусських володінь, а Річ Посполита визнавала суверенітет герцога над Пруссією. Втративши підтримку Швеції, Військо Запорізьке остаточно увійшло в політичну орбіту Московського царства.